# Critérium du Québec 1977
Le Critérium du Québec 1977 (5ème Critérium Molson du Québec), disputé du 14 au 18 septembre 1977, est la quarante-neuvième manche du championnat du monde des rallyes (WRC) courue depuis 1973, et la huitième manche du championnat du monde des rallyes 1977. C'est également la treizième des vingt épreuves de la Coupe FIA 1977 des pilotes de rallye, nouvellement créée.

## Contexte avant la course

### Le championnat du monde

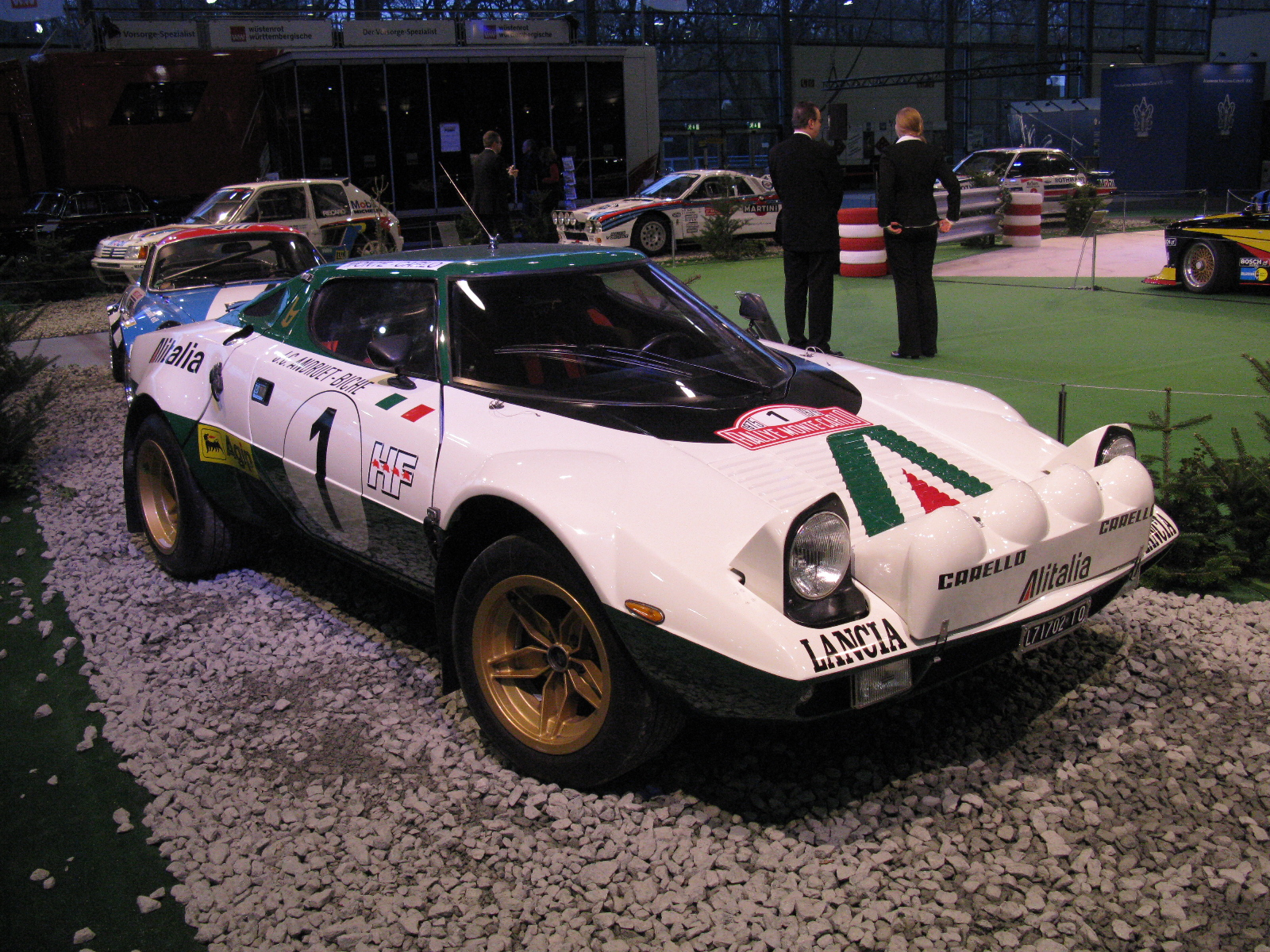
Malgré ses trois titres successifs et la victoire de la Stratos HF lors de la manche d'ouverture, la Scuderia Lancia n'apparaît plus qu'épisodiquement en 1977.

Succédant en 1973 au championnat international des marques (organisé de 1970 à 1972), le championnat mondial des rallyes pour marques recense les plus grandes épreuves internationales, dont huit se disputant en Europe. Les manches sélectives sont réservées aux voitures des catégories suivantes :
- Groupe 1 : voitures de tourisme de série
- Groupe 2 : voitures de tourisme spéciales
- Groupe 3 : voitures de grand tourisme de série
- Groupe 4 : voitures de grand tourisme spéciales

Seuls Ford et Fiat, disputant l'intégralité des épreuves, sont en lutte pour le titre mondial 1977. Tenante du titre, la Scuderia Lancia a considérablement réduit son programme cette saison, se limitant à quelques épreuves notoires, dont le Monte-Carlo qu'elle a remporté en janvier. Toyota, Datsun, Saab, Opel, Vauxhall ou Triumph Motor Company comptent également parmi les principaux animateurs occasionnels du championnat.

#### Coupe FIA des pilotes
Pour la saison 1977, la FIA a également instauré une Coupe des pilotes, prenant en compte les résultats des onze manches mondiales ainsi que ceux de cinq rallyes du championnat d'Europe et de quatre autres épreuves internationales.

### L'épreuve
Organisé pour la première fois en 1973, le critérium du Québec se déroule dans la région des Laurentides, son parcours étant principalement composé de pistes en terre battue. Dotée d'une excellente organisation, l'épreuve obtint le statut international dès 1974. Le gouvernement canadien autorise son passage dans les parcs naturels, notamment celui du mont Tremblant. Pour sa cinquième édition, ce rallye a été promu au rang d'épreuve mondiale.

## Le parcours

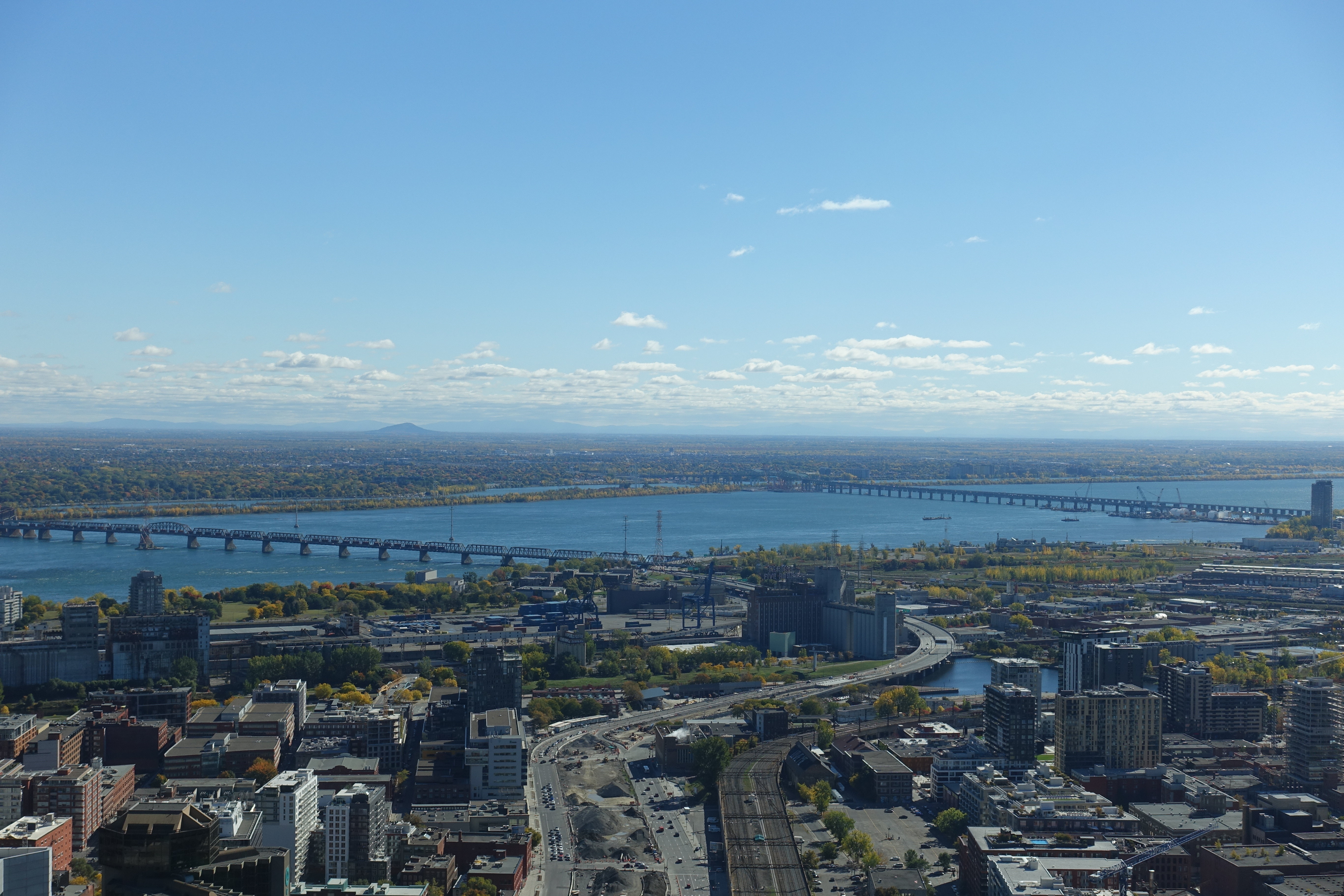
Montréal, ville départ et ville d'arrivée du critérium du Québec.

- vérifications techniques : 14 septembre 1977 à Montréal
- départ : 15 septembre 1977 de Montréal
- arrivée : 18 septembre 1977 à Montréal
- distance : 1590,4 km dont 536,4 km sur 17 épreuves spéciales
- surface : majoritairement terre
- Parcours divisé en un prologue et trois étapes[3]

### Prologue
- Montréal - Montréal, le 15 septembre
- 2 épreuves spéciales (6,6 km)

### Première étape
- Montréal - Mont-Tremblant, le 16 septembre
- 5 épreuves spéciales (30,3 km)

### Deuxième étape
- Mont-Tremblant - Mont-Tremblant, le 17 septembre
- 6 épreuves spéciales (204,3 km)

### Troisième étape
- Mont-Tremblant - Montréal, 516 km, le 18 septembre
- 4 épreuves spéciales (295,2 km)

## Les forces en présence
- Fiat

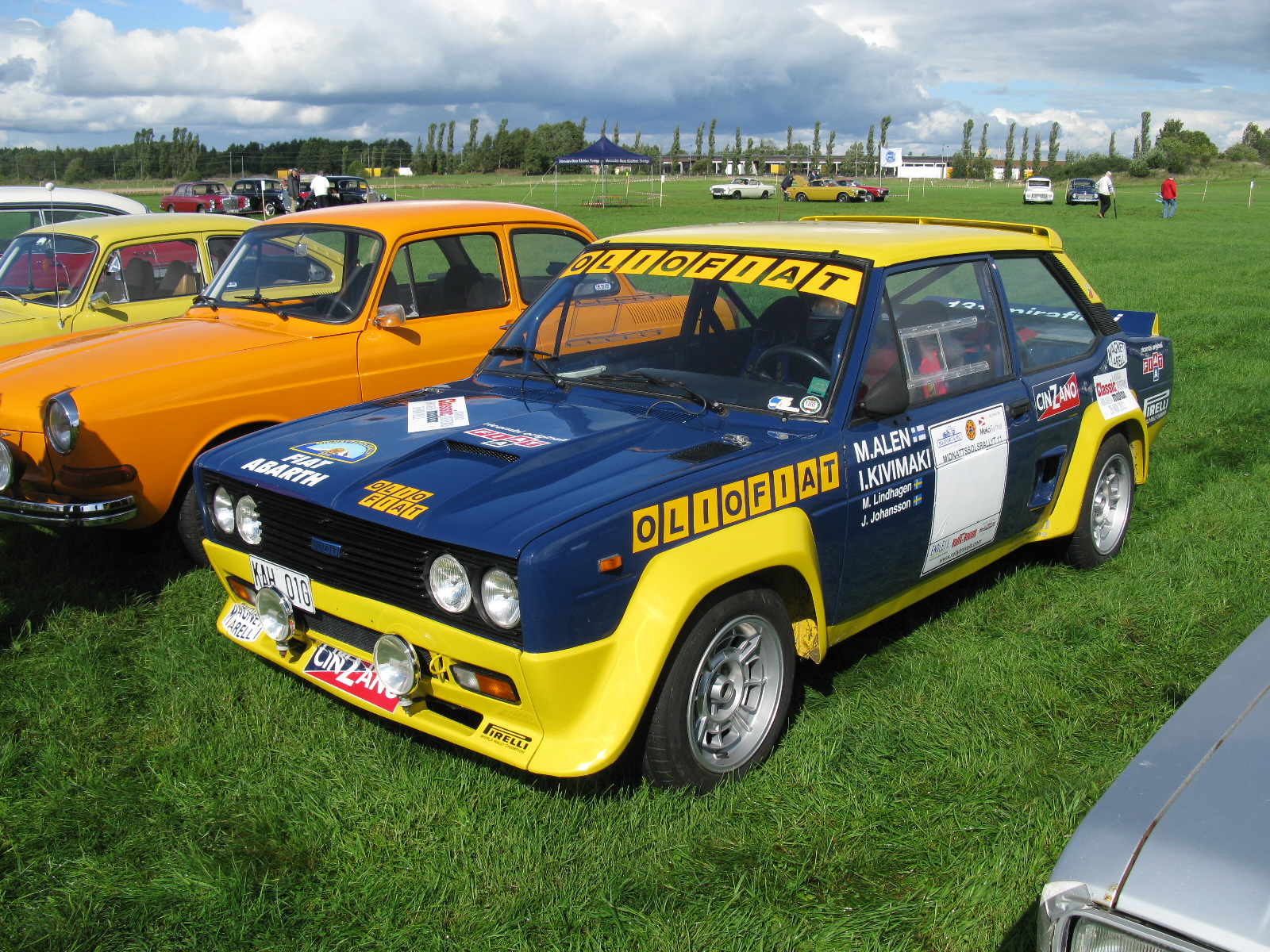
Une 131 Abarth groupe 4 aux couleurs Oliofiat lors d'une manifestation historique.

Désireux de reprendre la main au championnat, le groupe italien déploie d'importants moyens pour la manche canadienne : deux équipes officielles ont été engagées, la première aux couleurs habituelles 'Oliofiat' (la branche lubrifiants du groupe), la seconde aux couleurs de la compagnie aérienne Alitalia. Quatre 131 Abarth groupe 4 étaient initialement engagées par Oliofiat, pour Simo Lampinen, Markku Alén, Walter Röhrl et Maurizio Verini, mais ce dernier a déclaré forfait. Du côté d'Alitalia, deux voitures du même modèle sont aux mains de Timo Mäkinen et de Timo Salonen. D'un poids de l’ordre de 920 kg, les 131 Abarth sont équipées d'un moteur quatre cylindres de deux litres de cylindrée à culasse à seize soupapes et système d'injection Kugelfischer, délivrant 220 chevaux.
- Ford

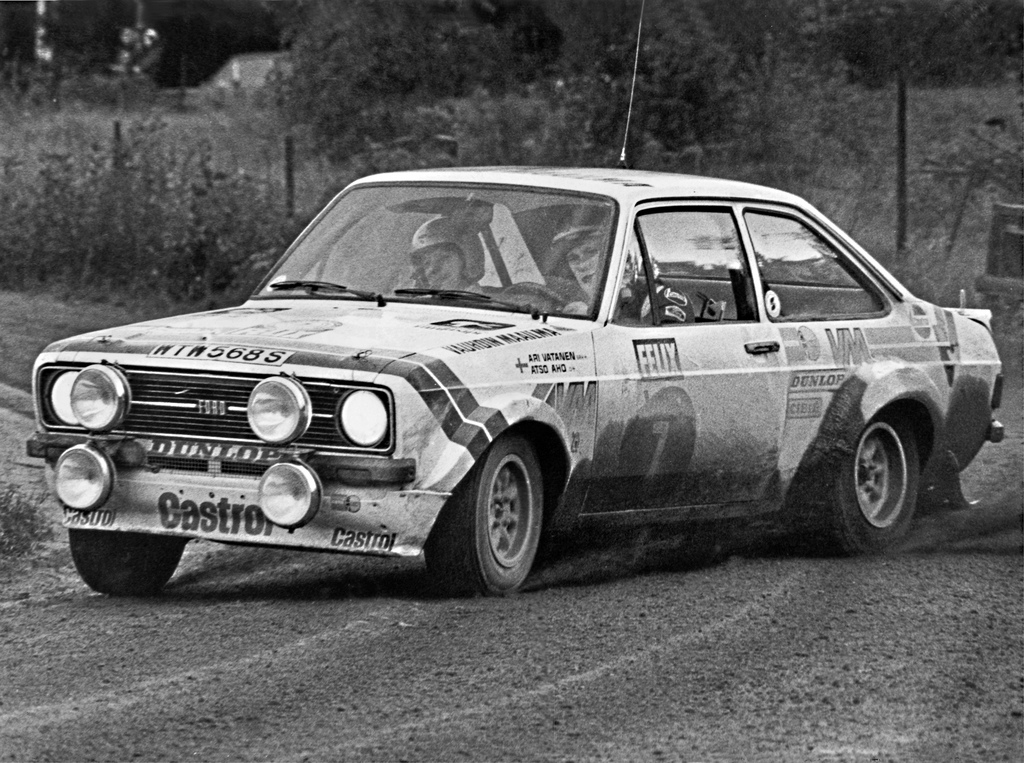
L'Escort RS1800 groupe 4 (ici Vatanen en 1978)

Face à l'imposante armada italienne, Ford n'aligne que deux Escort RS1800 groupe 4  (1020 kg, moteur quatre cylindres seize soupapes de deux litres de cylindrée alimenté par deux carburateurs double-corps, 235 chevaux), confiées à Ari Vatanen et à Roger Clark.
- Mitsubishi

L'épreuve québécoise marque la deuxième apparition du constructeur japonais en championnat cette saison, après le Safari. Deux  Lancer 1600 groupe 4 (environ 1000 kg, 1600 cm3, 170 chevaux) sont officiellement engagées, aux mains de l'Américain Hendrik Block et du Japonais Kenjiro Shinozuka.
- Saab

Le pilote local Jean-Paul Perusse dispose de la première version de la Saab 99 EMS groupe 4 (1200 kg, moteur deux litres seize soupapes alimenté par deux carburateurs double-corps, 225 chevaux). Egalement engagé à titre officiel, le pilote américain Tom Hamilton pilote une 99 EMS groupe 2.
- Triumph

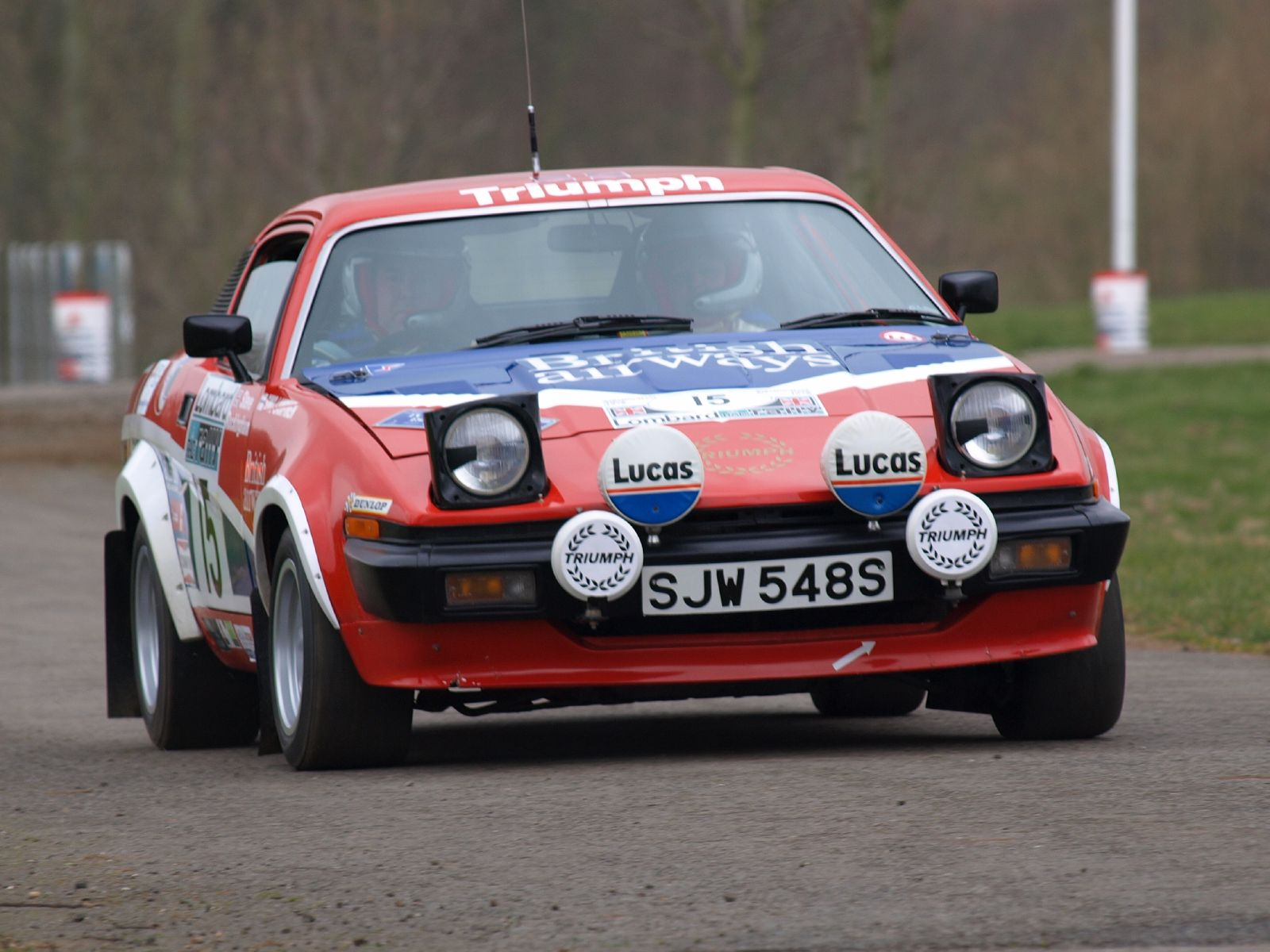
Une Triumph TR7 groupe 4 lors d'une manifestation historique.

British Leyland a préparé deux Triumph TR7 groupe 4 (1150 kg, moteur deux litres seize soupapes, 215 chevaux) pour Walter Boyce et John Buffum. Relativement lourdes, ces voitures ne peuvent viser la victoire mais l'expérience de ses deux pilotes au Québec permet à la marque britannique de briguer une place d'honneur.
- Toyota

Officiellement absente, la marque japonaise est néanmoins représentée par le pilote finlandais Taisto Heinonen (expatrié au Canada), qui pilote un coupé Celica groupe 2.

## Déroulement de la course

### Prologue
Ne comprenant que deux épreuves spéciales, le prologue permet surtout de déterminer l'ordre des départs de la première étape. Le jeudi, les 51 concurrents traversent Montréal pour se rendre à l'Île des Sœurs, avec un tronçon chronométré de 3,3 kilomètres sur terre, à parcourir deux fois. Ari Vatanen se montre chaque fois le plus rapide sur son Escort, et il regagne la capitale avec six secondes d'avance sur son coéquipier Roger Clark, huit sur la Fiat de Walter Röhrl et neuf sur la Triumph TR7 du pilote américain John Buffum. Viennent ensuite les quatre autres Fiat des Finlandais Timo Mäkinen, Timo Salonen, Simo Lampinen et Markku Alén, groupées en quelques secondes. Malgré la faible distance parcourue, on enregistre déjà cinq abandons parmi les équipages privés.
| Pos. | Pilote            | Copilote              | Voiture               | Groupe | Temps      | Écart  |
| ---- | ----------------- | --------------------- | --------------------- | ------ | ---------- | ------ |
| 1    | Ari Vatanen       | Atso Aho              | Ford Escort RS1800    | 4      | 3 min 17 s |        |
| 2    | Roger Clark       | Jim Porter            | Ford Escort RS1800    | 4      | 3 min 23 s | + 06 s |
| 3    | Walter Röhrl      | Christian Geistdörfer | Fiat 131 Abarth       | 4      | 3 min 25 s | + 08 s |
| 4    | John Buffum       | 'Vicki'               | Triumph TR7           | 4      | 3 min 26 s | + 09 s |
| 5    | Timo Mäkinen      | Henry Liddon          | Fiat 131 Abarth       | 4      | 3 min 27 s | + 10 s |
| 6    | Timo Salonen      | Jaakko Markkula       | Fiat 131 Abarth       | 4      | 3 min 33 s | + 16 s |
| 7    | Simo Lampinen     | Juhani Markkanen      | Fiat 131 Abarth       | 4      | 3 min 35 s | + 18 s |
| 7=   | Markku Alén       | Ilkka Kivimäki        | Fiat 131 Abarth       | 4      | 3 min 35 s | + 18 s |
| 7=   | Taisto Heinonen   | Tom Burgess           | Toyota Celica 2000 GT | 2      | 3 min 35 s | + 18 s |
| 10   | Jean-Paul Perusse | John Bellefleur       | Saab 99 EMS           | 4      | 3 min 41 s | + 24 s |

### Première étape
Les 46 équipages rescapés repartent de Montréal le vendredi matin, pour une courte étape ne comprenant que deux petites spéciales sur terre, les trois autres se disputant sur asphalte. Vatanen se montre à nouveau le plus rapide dans le secteur de l'Île aux Sœurs, parcouru pour la troisième fois ; il est victime d'une crevaison dans la spéciale de Papineau, mais parvient malgré tout à conserver le commandement devant Clark et Röhrl avant d'aborder les secteurs sur asphalte. Équipées de pneus 'slick' Pirelli Tyre, les Fiat dominent nettement sur les trois tours du circuit Mont-Tremblant, Alén devançant ses coéquipiers Röhrl, Salonen et Lampinen. Les Escort de Vatanen et Clark, chaussées de pneus Dunlop Racing (non lisses), concèdent plus de dix secondes, et pour une seconde Vatanen perd la première place au profit de Röhrl. L'équipe italienne connait cependant une première alerte, avec l'abandon de Mäkinen dont le moteur a explosé. Vatanen perd de nouveau un peu de terrain dans la côte de Saint-André puis dans la spéciale du 'Tour du lac', où Alén est le plus rapide. Les deux Fiat de Röhrl et Alén rallient Mont-tremblant aux deux premières places devant Vatanen, les trois hommes n'étant séparés que de cinq secondes. Salonen, Lampinen et Clark viennent ensuite, en position d’attente avant d'aborder les deux dernières journées dont le parcours, entièrement sur terre, sera nettement plus sélectif.
| Pos. | Pilote            | Copilote              | Voiture               | Groupe | Temps       | Écart        |
| ---- | ----------------- | --------------------- | --------------------- | ------ | ----------- | ------------ |
| 1    | Walter Röhrl      | Christian Geistdörfer | Fiat 131 Abarth       | 4      | 18 min 28 s |              |
| 2    | Markku Alén       | Ilkka Kivimäki        | Fiat 131 Abarth       | 4      | 18 min 31 s | + 03 s       |
| 3    | Ari Vatanen       | Atso Aho              | Ford Escort RS1800    | 4      | 18 min 33 s | + 05 s       |
| 4    | Timo Salonen      | Jaakko Markkula       | Fiat 131 Abarth       | 4      | 18 min 50 s | + 22 s       |
| 5    | Simo Lampinen     | Juhani Markkanen      | Fiat 131 Abarth       | 4      | 19 min 00 s | + 32 s       |
| 6    | Roger Clark       | Jim Porter            | Ford Escort RS1800    | 4      | 19 min 09 s | + 41 s       |
| 7    | John Buffum       | 'Vicki'               | Triumph TR7           | 4      | 19 min 49 s | + 1 min 21 s |
| 8    | Walter Boyce      | Robin Edwards         | Triumph TR7           | 4      | 20 min 20 s | + 1 min 52 s |
| 9    | Taisto Heinonen   | Tom Burgess           | Toyota Celica 2000 GT | 2      | 21 min 00 s | + 2 min 32 s |
| 10   | Jean-Paul Perusse | John Bellefleur       | Saab 99 EMS           | 4      | 21 min 07 s | + 2 min 39 s |

### Deuxième étape
Il reste quarante voitures en course au départ de la seconde étape, le samedi matin. Les six épreuves spéciales, situées dans les parcs provinciaux, vont se dérouler sous la pluie. Dès le premier secteur, le Finlandais Taisto Heinonen abandonne sur sortie de route, alors qu'il était en tête du groupe 2 au volant de sa Toyota Celica. Sur ce terrain boueux, Vatanen reprend le contrôle des opérations, devançant Alén de huit secondes au classement général. Ce dernier va perdre du terrain sur les 53 kilomètres du secteur de 'Sac à Commis', chutant à la sixième place du classement, juste derrière Clark, accusant plus de trois minutes de retard. Vatanen compte désormais près d'une minute d'avance sur Röhrl et Salonen, près de deux sur Lampinen. Il maintient son avance dans l'épreuve de Taureau, qui permet à Alén de reprendre la cinquième place à Clark. Alén ne pourra cependant poursuivre sa remontée car lors du deuxième passage dans 'Sac à Commis' il doit renoncer, le carter de la Fiat ayant perdu toute son huile à cause d'une cartouche défectueuse ! Son coéquipier Röhrl abandonne dans le même secteur, moteur explosé. Salonen, revenu à huit secondes, reste la seule menace pour Vatanen, tandis que Clark remonte à la troisième place. Le pilote Fiat réduit légèrement l'écart dans le secteur suivant mais dans la dernière spéciale du jour Vatanen fait le forcing et termine l'étape avec un avantage de vingt-sept secondes sur son poursuivant. Clark a perdu plus de trois minutes sur ce dernier tronçon ; il reste troisième, mais Lampinen est revenu a moins d'une minute du pilote britannique. Après le retrait d'Heinonen, c'est désormais Kenjiro Shinozuka, septième du classement général sur sa Mitsubishi, qui est en tête du groupe 2.
| Pos. | Pilote            | Copilote         | Voiture                | Groupe | Temps           | Écart         |
| ---- | ----------------- | ---------------- | ---------------------- | ------ | --------------- | ------------- |
| 1    | Ari Vatanen       | Atso Aho         | Ford Escort RS1800     | 4      | 2 h 16 min 31 s |               |
| 2    | Timo Salonen      | Jaakko Markkula  | Fiat 131 Abarth        | 4      | 2 h 16 min 58 s | + 27 s        |
| 3    | Roger Clark       | Jim Porter       | Ford Escort RS1800     | 4      | 2 h 23 min 06 s | + 6 min 35 s  |
| 4    | Simo Lampinen     | Juhani Markkanen | Fiat 131 Abarth        | 4      | 2 h 24 min 05 s | + 7 min 34 s  |
| 5    | John Buffum       | 'Vicki'          | Triumph TR7            | 4      | 2 h 28 min 52 s | + 12 min 21 s |
| 6    | Jean-Paul Perusse | John Bellefleur  | Saab 99 EMS            | 4      | 2 h 42 min 22 s | + 25 min 51 s |
| 7    | Kenjiro Shinozuka | Ron Richardson   | Mitsubishi Colt Lancer | 2      | 2 h 44 min 03 s | + 27 min 32 s |
| 8    | Hendrik Block     | Rich Crandall    | Mitsubishi Colt Lancer | 4      | 2 h 45 min 02 s | + 28 min 31 s |

### Troisième étape
Il pleut toujours pour le départ de la dernière étape, le dimanche. Quatre spéciales restent à disputer (deux secteurs à parcourir deux fois) avant de rejoindre Montréal. Lors du premier passage de Mulet, alors que le jour n’est pas encore levé, Vatanen tombe en panne à cause d'un mauvais contact du distributeur, et doit abandonner. Salonen s'installe confortablement en tête, avec sept minutes d'avance sur son coéquipier Lampinen qui s'est montré le plus rapide dans ce secteur et a dépassé Clark. Lampinen va d'ailleurs remporter toutes les spéciales de la journée, confortant sa seconde place derrière Salonen qui ne rencontre aucun problème lors de cette dernière étape et remporte sa première épreuve mondiale. Clark est troisième sur la seule Ford rescapée, devançant la Triumph de Buckmum et la Saab de Perusse, premier pilote local, tandis que Shinozuka, sixième, s'adjuge la victoire en groupe 2. Le doublé des Fiat permet au constructeur italien de se rapprocher à deux points de Ford au classement du championnat.

### Classements intermédiaires
Classements intermédiaires des pilotes après chaque épreuve spéciale

### Classement général

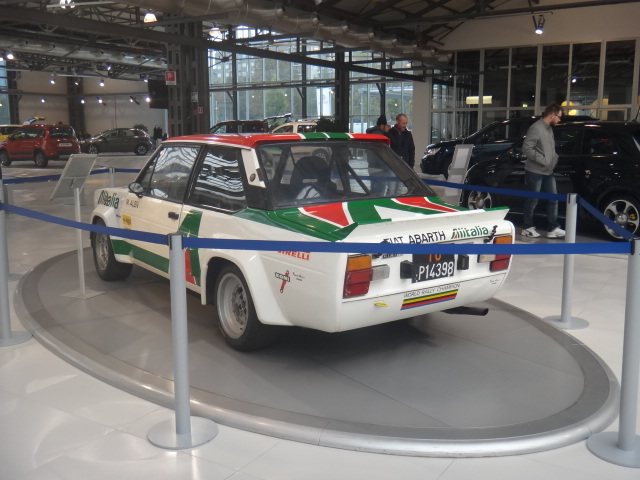
Une Fiat 131 Abarth groupe 4 aux couleurs Alitalia, semblable à la voiture victorieuse de Salonen.

| Pos | No | Pilote            | Copilote         | Voiture                | Temps           | Écart             | Groupe |
| --- | -- | ----------------- | ---------------- | ---------------------- | --------------- | ----------------- | ------ |
| 1   | 8  | Timo Salonen      | Jaakko Markkula  | Fiat 131 Abarth        | 5 h 13 min 54 s |                   | 4      |
| 2   | 1  | Simo Lampinen     | Solve Andreasson | Fiat 131 Abarth        | 5 h 18 min 31 s | + 4 min 37 s      | 4      |
| 3   | 3  | Roger Clark       | Jim Porter       | Ford Escort RS1800     | 5 h 20 min 56 s | + 7 min 02 s      | 4      |
| 4   | 10 | John Buffum       | 'Vicki'          | Triumph TR7            | 5 h 55 min 54 s | + 42 min 00 s     | 4      |
| 5   | 11 | Jean-Paul Perusse | John Bellefleur  | Saab 99 EMS            | 6 h 10 min 59 s | + 57 min 05 s     | 4      |
| 6   | 38 | Kenjiro Shinozuka | Ron Richardson   | Mitsubishi Colt Lancer | 6 h 12 min 27 s | + 58 min 33 s     | 2      |
| 7   | 14 | Hendrik Block     | Rich Crandall    | Mitsubishi Colt Lancer | 6 h 16 min 54 s | + 1 h 03 min 00 s | 4      |
| 8   | 9  | Walter Boyce      | Robin Edwards    | Triumph TR7            | 6 h 49 min 46 s | + 1 h 35 min 52 s | 4      |
| 9   | 45 | Paul Bourgeois    | Paul Normand     | Datsun 510             | 6 h 58 min 02 s | + 1 h 44 min 08 s | 1      |
| 10  | 15 | Bob Garside       | Gary Murakaùi    | Toyota Corolla 1600    | 7 h 10 min 28 s | + 1 h 56 min 34 s | 2      |

### Hommes de tête
- ES1 à ES4 :  Ari Vatanen -  Atso Aho (Ford Escort RS1800)
- ES5 à ES7 :  Walter Röhrl -  Christian Geistdörfer (Fiat 131 Abarth)
- ES8 à ES13 :  Ari Vatanen -  Atso Aho (Ford Escort RS1800)
- ES14 à ES17 :  Timo Salonen -  Jaakko Markkula (Fiat 131 Abarth)

### Vainqueurs d'épreuves spéciales
- Ari Vatanen -  Atso Aho (Ford Escort RS1800) : 6 spéciales (ES 1 à 3, 8, 9, 13)
- Simo Lampinen -  Solve Andreasson (Fiat 131 Abarth) : 5 spéciales (ES 12, 14 à 17)
- Markku Alén -  Ilkka Kivimäki (Fiat 131 Abarth) : 4 spéciales (ES 5 à 7, 10)
- Walter Röhrl -  Christian Geistdörfer (Fiat 131 Abarth) : 1 spéciale (ES 4)
- Roger Clark -  Jim Porter (Ford Escort RS1800) : 1 spéciale (ES 11)

## Résultats des principaux engagés
| No | Pilote            | Copilote              | Voiture                | Groupe | Classement général                            | Class. groupe |
| -- | ----------------- | --------------------- | ---------------------- | ------ | --------------------------------------------- | ------------- |
| 1  | Simo Lampinen     | Juhani Markkanen      | Fiat 131 Abarth        | 4      | 2e à 4 min 37 s                               | 2e            |
| 2  | Maurizio Verini   | 'Ninni' Russo         | Fiat 131 Abarth        | 4      | Forfait                                       | -             |
| 3  | Roger Clark       | Jim Porter            | Ford Escort RS1800     | 4      | 3e à 7 min 02 s                               | 3e            |
| 4  | Walter Röhrl      | Christian Geistdörfer | Fiat 131 Abarth        | 4      | ab. dans la 11e spéciale (moteur)             | -             |
| 5  | Markku Alén       | Ilkka Kivimäki        | Fiat 131 Abarth        | 4      | ab. dans la 11e spéciale (fuite d'huile)      | -             |
| 6  | Ari Vatanen       | Atso Aho              | Ford Escort RS1800     | 4      | ab. dans la 14e spéciale (circuit électrique) | -             |
| 7  | Timo Mäkinen      | Henry Liddon          | Fiat 131 Abarth        | 4      | ab. dans la 5e spéciale (moteur)              | -             |
| 8  | Timo Salonen      | Jaakko Markkula       | Fiat 131 Abarth        | 4      | 1er                                           | 1er           |
| 9  | Walter Boyce      | Robin Edwards         | Triumph TR7            | 4      | 8e à 1 h 35 min 52 s                          | 7e            |
| 10 | John Buffum       | 'Vicki'               | Triumph TR7            | 4      | 4e à 42 min 00 s                              | 4e            |
| 11 | Jean-Paul Perusse | John Bellefleur       | Saab 99 EMS            | 4      | 5e à 57 min 05 s                              | 5e            |
| 13 | Taisto Heinonen   | Tom Burgess           | Toyota Celica 2000 GT  | 2      | ab. dans la 8e spéciale (sortie de route)     | -             |
| 14 | Hendrik Block     | Rich Crandall         | Mitsubishi Colt Lancer | 4      | 7e à 1 h 03 min 00 s                          | 6e            |
| 15 | Bob Garside       | Gary Murakaùi         | Toyota Corolla 1600    | 2      | 10e à 1 h 56 min 34 s                         | 2e            |
| 17 | Tom Hamilton      | Jim Sweeney           | Saab 99 EMS            | 2      | ab.                                           | -             |
| 38 | Kenjiro Shinozuka | Ron Richardson        | Mitsubishi Colt Lancer | 2      | 6e à 58 min 33 s                              | 1er           |
| 45 | Paul Bourgeois    | Paul Normand          | Datsun 510             | 1      | 9e à 1 h 44 min 08 s                          | 1er           |

## Classement du championnat à l'issue de la course
- attribution des points : 10, 9, 8, 7, 6, 5, 4, 3, 2, 1 respectivement aux dix premières marques de chaque épreuve, additionnés de 8, 7, 6, 5, 4, 3, 2, 1 respectivement aux huit premières de chaque groupe (seule la voiture la mieux classée de chaque constructeur marque des points). Les points de groupe ne sont attribués qu'aux concurrents ayant terminé dans les dix premiers au classement général.
- seuls les huit meilleurs résultats (sur onze épreuves) sont retenus pour le décompte final des points.

| Pos. | Marque         | Points | M-C  | SUE  | POR  | SAF  | NZL  | ACR  | FIN  | QUE  | SAN | COR | RAC |
| ---- | -------------- | ------ | ---- | ---- | ---- | ---- | ---- | ---- | ---- | ---- | --- | --- | --- |
| 1    | Ford           | 114    | -    | 6+8  | 9+7  | 10+8 | 9+7  | 10+8 | 10+8 | 8+6  |     |     |     |
| 2    | Fiat           | 112    | 9+7  | 7+7  | 10+8 | -    | 10+8 | 7+5  | 9+7  | 10+8 |     |     |     |
| 3    | Toyota         | 52     | -    | 4+6  | 8+6  | -    | 1+7  | -    | 7+5  | 1+7  |     |     |     |
| 4    | Opel           | 51     | 1+8  | 9+8  | 5+8  | -    | -    | 2+2  | 4+4  | -    |     |     |     |
| 5    | Datsun         | 40     | -    | -    | -    | 9+7  | -    | 8+6  | -    | 2+8  |     |     |     |
| 6    | Lancia         | 32     | 10+8 | -    | -    | 8+6  | -    | -    | -    | -    |     |     |     |
| 7    | Saab           | 28     | -    | 10+8 | -    | -    | -    | -    | -    | 6+4  |     |     |     |
| 7=   | Mitsubishi     | 28     | -    | -    | -    | 7+5  | 2+1  | -    | -    | 5+8  |     |     |     |
| 9    | Chrysler       | 24     | -    | -    | -    | -    | -    | 3+7  | 6+8  | -    |     |     |     |
| 10   | Porsche        | 18     | 6+8  | -    | 2+2  | -    | -    | -    | -    | -    |     |     |     |
| 11   | Seat           | 14     | 8+6  | -    | -    | -    | -    | -    | -    | -    |     |     |     |
| 12   | Citroën        | 13     | -    | -    | -    | -    | -    | 5+8  | -    | -    |     |     |     |
| 13   | Triumph        | 12     | -    | -    | -    | -    | -    | -    | -    | 7+5  |     |     |     |
| 14   | Mazda          | 10     | -    | -    | -    | -    | 6+4  | -    | -    | -    |     |     |     |
| 14=  | Alpine-Renault | 10     | 3+7  | -    | -    | -    | -    | -    | -    | -    |     |     |     |
| 16   | Volvo          | 8      | -    | 3+5  | -    | -    | -    | -    | -    | -    |     |     |     |
| 17   | Renault        | 7      | -    | -    | -    | -    | -    | 4+3  | -    | -    |     |     |     |
| 17=  | Škoda          | 7      | -    | -    | -    | -    | -    | -    | 1+6  | -    |     |     |     |
| 19   | Peugeot        | 6      | -    | -    | -    | 4+2  | -    | -    | -    | -    |     |     |     |
| 20   | Lada           | 4      | -    | 1+3  | -    | -    | -    | -    | -    | -    |     |     |     |

### Coupe FIA des pilotes
- attribution des points : 9, 6, 4, 3, 2, 1 respectivement aux six premiers de chaque épreuve. Sont retenus pour le décompte final les cinq meilleurs résultats des onze épreuves mondiales (catégorie A), les deux meilleurs résultats des cinq rallyes sélectifs du Championnat d'Europe (catégorie B) et les deux meilleurs résultats des quatre autres rallyes sélectifs (catégorie C).

| Pos. | Pilote              | Marque  | Points | M-C (A) | ARC (B) | SUE (A) | POR (A) | SAF (A) | NZL (A) | ACR (A) | GIR (C) | AFS (C) | POL (B) | FIN (A) | SM (B) | QUE (A) | TdF (B) | SAN (A) | AUS (C) | CAT (B) | COR (A) | RAC (A) | BAN (C) |
| ---- | ------------------- | ------- | ------ | ------- | ------- | ------- | ------- | ------- | ------- | ------- | ------- | ------- | ------- | ------- | ------ | ------- | ------- | ------- | ------- | ------- | ------- | ------- | ------- |
| 1    | Sandro Munari       | Lancia  | 31     | 9       | -       | -       | -       | 4       | -       | -       | -       | 9       | -       | -       | 9      | -       |         |         |         |         |         |         |         |
| 2    | Björn Waldegård     | Ford    | 28     | -       | -       | -       | 6       | 9       | -       | 9       | -       | -       | -       | 4       | -      | -       |         |         |         |         |         |         |         |
| 3    | Ari Vatanen         | Ford    | 15     | -       | 9       | -       | -       | -       | 6       | -       | -       | -       | -       | -       | -      | -       |         |         |         |         |         |         |         |
| 3=   | Timo Salonen        | Fiat    | 15     | -       | -       | -       | -       | -       | -       | -       | -       | -       | -       | 6       | -      | 9       |         |         |         |         |         |         |         |
| 3=   | Simo Lampinen       | Fiat    | 15     | -       | -       | 3       | -       | -       | 3       | 3       | -       | -       | -       | -       | -      | 6       |         |         |         |         |         |         |         |
| 6    | Markku Alén         | Fiat    | 13     | -       | -       | -       | 9       | -       | 4       | -       | -       | -       | -       | -       | -      | -       |         |         |         |         |         |         |         |
| 6=   | Kyösti Hämäläinen   | Ford    | 13     | -       | 2       | 2       | -       | -       | -       | -       | -       | -       | -       | 9       | -      | -       |         |         |         |         |         |         |         |
| 8    | Antonio Zanini      | Seat    | 10     | 4       | -       | -       | -       | -       | -       | -       | -       | -       | 6       | -       | -      | -       |         |         |         |         |         |         |         |
| 8=   | Roger Clark         | Ford    | 10     | -       | -       | -       | -       | -       | -       | 6       | -       | -       | -       | -       | -      | 4       |         |         |         |         |         |         |         |
| 10   | Stig Blomqvist      | Saab    | 9      | -       | -       | 9       | -       | -       | -       | -       | -       | -       | -       | -       | -      | -       |         |         |         |         |         |         |         |
| 10=  | Fulvio Bacchelli    | Fiat    | 9      | -       | -       | -       | -       | -       | 9       | -       | -       | -       | -       | -       | -      | -       |         |         |         |         |         |         |         |
| 10=  | Vittorio Coggiola   | Porsche | 9      | -       | -       | -       | -       | -       | -       | -       | 9       | -       | -       | -       | -      | -       |         |         |         |         |         |         |         |
| 10=  | Bernard Darniche    | Lancia  | 9      | -       | -       | -       | -       | -       | -       | -       | -       | -       | 9       | -       | -      | -       |         |         |         |         |         |         |         |
| 10=  | Jean-Claude Andruet | Fiat    | 9      | 6       | -       | -       | 3       | -       | -       | -       | -       | -       | -       | -       | -      | -       |         |         |         |         |         |         |         |

- À noter : le classement provisoire ci-dessus intègre le déclassement de la Ford de l'équipage Hettema-Boschof (initialement victorieuse du 'Total Rally South Africa'), à la suite d'une réclamation de la Scuderia Lancia, donnant la victoire sur tapis vert à la Lancia Stratos de Munari-Sodano. Les résultats de l'épreuve sud-africaine ne furent entérinés par la FIA qu'en février 1978[6]. Ci-dessous les scores effectifs après le Critérium du Québec, prenant en compte la  victoire d'Hettema en Afrique du Sud, tels que publiés à l'issue de la course :

1ers Björn Waldegård et Sandro Munari : 28 points

3e Ari Vatanen, Timo Salonen et Simo Lampinen : 15 points